# بتا-پپتید

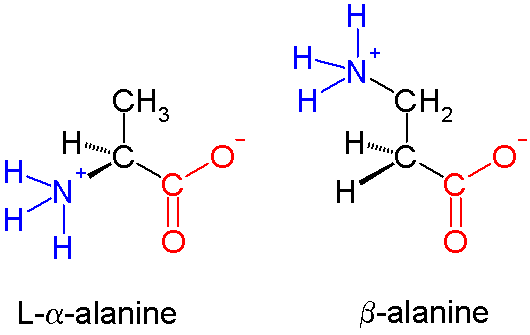
β-آلانین در مقابل α-آلانین

بتا-پپتیدها همانند پپتیدهای معمولی، رشته ای از آمینواسیدها هستند با این تفاوت که آمینواسیدهای آن،  β-آمینواسید هستند. β-آمینواسیدها آمینواسیدهایی هستند که گروه آمین آن‌ها به جای اتصال به کربن α، به کربن β متصل است. کربن α، مجاور گروه کربوکسیل و کربن β مجاور کربن α قرار دارد. درنتیجه میان گروه کربونیل و گروه آمین در β-پپتیدها، دو کربن به جای یک کربن قرار گرفته است. همه انواع آمینواسیدهای طبیعی، از نوع آلفا هستند و تنها آمینواسید بتا در طبیعت، β-آلانین است. بنابراین β-پپتیدی به صورت طبیعی وجود ندارد و به طور مصنوعی ساخته می‌شود. از اهمیت β-پپتیدها می‌توان به ساخت آنتی‌بیوتیک‌های β-پپتیدی اشاره کرد که توسط مهارکننده‌های آنتی‌بیوتیک در بدن مهار نمی‌شوند.

## ساختار شیمیایی
در یک α-آمینو اسید همان‌طور که در شکل مشاهده می‌شود، هر دو گروه کربوکسیل (قرمز) و آمین (آبی) به یک کربن که به کربن آلفا (α) معروف است متصل‌اند. در مقابل، در β-آمینواسیدها گروه آمینی به کربن مجاور کربن آلفا، که به کربن بتا (β) معروف است متصل است. همه آمینواسیدهای طبیعی علاوه بر کربن آلفا، کربن بتا هم دارند به جز گلایسین که ساده‌ترین آمینواسید طبیعت است. درنتیجه β-گلایسین وجود ندارد.
سنتز بتا-پپتیدها می‌تواند چالش‌برانگیز باشد چرا که گروه‌های عاملی مختلفی روی کربن بتای آمینواسیدها قرار دارد و همین طور حفظ پیکربندی در صورت کایرال بودن کربن بتا دشوار است. کربن بتای β-آلانین، کایرال نیست اما اکثر β-آمینواسیدهای غول‌پیکر این ویژگی را ندارند و این موضوع ساخت آن‌ها را دشوارتر می‌کند. با این حال روش‌های ساخت موثری برای تولید β-آمینواسیدها ارائه شده است که اکثر آن‌ها مبتنی بر روش سنتز آرنت ایسترت هستند.
دو ساختار اصلی برای β-پپتیدها وجود دارد: دسته اول پپتیدهایی که گروه‌های آلی (که با R نشان داده می‌شوند) به کربن β متصل اند. به پپتیدهای این دسته، β3-پپتید گویند. در دسته دوم، این گروه‌ها به کربن α متصل اند و آن‌ها را β2-پپتید می‌خوانند.

## ساختار فضایی
اسکلت اصلی بتا-پپتیدها نسبت به پپتیدهایی که از آمینواسیدهای آلفا تشکیل شده‌اند، طولانی‌تر است. به همین دلیل با توجه به اینکه پپتیدها به طور کلی رشته‌های بلندی هستند، آرایش فضایی بتا-پپتیدها از پپتیدهای دیگر متفاوت است. استخلافهای متصل به کربن بتا و آلفا، صورتبندی گوچ را در راستای پیوند کربن آلفا و بتا اختیار می‌کنند. این مساله به دلیل پایداری ترمودینامیکی مولکول انجام می‌گیرد و باعث ایجاد ساختارهای مارپیچ بیشتر و متفاوت‌تری نسبت به پپتیدهای آلفا می‌شود.

## کاربردها
بتا-پپتیدها در مقابل تجزیه پروتئینی (به پپتیدهای با طول کمتر) مقاوم هستند. این مقاومت، هم در بدن انسان و هم در آزمایشگاه برقرار است. این مزیت نسبت به پپتیدهای آلفا، باعث شده تا از پپتیدهای بتا در تولید داروهای خاصی استفاده شود. به طور مثال می‌توان به آنتی‌بیوتیک‌های دسته magainins اشاره کرد که اثربخشی بسیار دارند اما در صورتی که به صورت بتا-پپتید وارد بدن نشوند، در بدن به پپتیدهای کوچک‌تر تجزیه می‌شوند و دیگر اثری ندارند.

## فرم‌های مختلف
۸ فرم بتا-آمینواسید وجود دارد: آلانین، لیوسین، لیزین، آرژنین، گلوتامات، گلوتامین، فنیل‌آلانین و تیروزین. آسپارتیک اسید هم به هر دو فرم بتا و آلفا یافت می‌شود.